# Martina Viktorie Kopecká
Martina Viktorie Kopecká (* 4. července 1986 Louny)
 je česká farářka Církve československé husitské. Vystudovala teologii na Husitské teologické fakultě Univerzity Karlovy, psychologii a speciální pedagogiku. Pracovala v nadnárodní korporaci. V roce 2011 byla pokřtěna v Církvi československé husitské a nyní působí jako farářka v kostele svatého Mikuláše na Staroměstském náměstí v Praze a ve Strašnicích. Před tím byla krátce na praxi v náboženské obci v Horních Počernicích.
Působí v mezinárodním ekumenickém hnutí, je předsedkyní ECHOS (Ozvěny hlasu mladých) – poradního odboru Světové rady církví. V roce 2018 se účastnila katolické synody o mladých lidech v Římě. Od roku 2020 je prezidentkou festivalu Meeting Brno.
Píše svůj blog Deník farářky, podle kterého vyšla na podzim v roce 2021 stejnojmenná kniha.
Od září 2020 moderovala cyklus České televize Uchem jehly. V pořadu diskutovala s významnými hosty, kteří nezapomínají na duchovní rozměr lidského života. Střídá se s katolickým farářem Zbigniewem Czendlikem.
Dne 20. dubna 2021 bylo oznámeno, že se stane jednou z účastnic jedenácté řady taneční soutěže StarDance. Společně s tanečním partnerem Markem Dědíkem se umístili druzí.
V září 2023 vydala knihu Zpověď farářky, ve které mimo jiné uvedla, že žije s partnerkou. Důvody, které ji dovedly ke coming outu, byly „rozhodnutí již nepředstírat, nelhat, touha žít v pravdě“. Uvedla, že žije s partnerkou Andreou, že zvažují registrované partnerství, a vyjádřila se kriticky k heterosexuální výlučnosti manželství. Registrované partnerství spolu uzavřely 6. prosince 2023 a několik dní poté prožily i svatební obřad, při kterém jim v domě U Kamenného zvonu požehnali husitská farářka Eva Vymětalová Hrabáková a evangelický farář Mikuláš Vymětal.

## Dílo
- Deník farářky, Mladá fronta, 2021, ISBN 978-80-204-5762-2
- Zpověď farářky, Mladá fronta, 2023, ISBN 978-80-204-6207-7